# Walton (Suffolk)
Pour les articles homonymes, voir Walton.
Walton est une localité du Suffolk, en Angleterre. Elle est située dans le sud-est du comté, entre les estuaires de l'Orwell et de la Deben, à quelques kilomètres au nord-ouest du centre-ville de Felixstowe. Administrativement, elle relève de la paroisse civile de Felixstowe et du district de East Suffolk.

## Étymologie
Walton est un toponyme très commun en Angleterre. Composé des éléments vieil-anglais walh et tūn, il désigne une ferme ou un village appartenant à des Bretons insulaires. Il est attesté sous la forme Waletuna dans le Domesday Book, compilé en 1086.